# Matthew Amoah
Matthew Amoah (* 24. Oktober 1980 in Tema, Ghana) ist ein ehemaliger ghanaischer Fußballspieler.

## Karriere

### Im Verein
In der Jugend spielte Amoah zunächst bei dem Verein The Great Ambassadors FC in Ghana. In der Saison 1998/99 wechselte er zu Vitesse Arnheim in die niederländische Eredivisie und spielte dort unter Trainer Artur Jorge. Er debütierte im November 1998 im Spiel gegen den FC Utrecht und erzielte wenig später gegen Feyenoord Rotterdam sein erstes Tor. In der Saison 1999/2000 wurde Amoah an Fortuna Sittard ausgeliehen. Nach der Saison kehrte er zu Vitesse Arnheim zurück, verließ den Verein fünf Jahre später aber endgültig und wechselte in der Winterpause 2005/06 auf Empfehlung des niederländischen Trainer des BVB, Bert van Marwijk, zu Borussia Dortmund. Dort fand er zunächst nicht den Anschluss, da er sich im Rahmen eines Länderspiels am Knie verletzte und dadurch erst spät ins Training einsteigen konnte. Nachdem Amoah auch in der Spielzeit 2006/07 nicht den Durchbruch bei der Borussia geschafft hatte, wechselte er im Sommer 2007 zum NAC Breda und somit erneut in die Niederlande. In Breda konnte er wieder an seine alte Form anknüpfen und erzielte in 101 Spielen 42 Tore. Da er im Laufe der Zeit jedoch seltener zum Einsatz kam, wechselte er zur Spielzeit 2011/12 zum türkischen Erstligisten Mersin İdman Yurdu. In der türkischen Liga kam er aber lediglich zu fünf Einsätzen und wechselte deshalb zur Saison 2012/13 zum niederländischen Erstligisten SC Heerenveen, bei dem er Bas Dost ersetzen sollte. Zur Saison 2013/14 verpflichtete der Ligarivale Heracles Almelo den Stürmer. Im Jahr 2016 spielte er kurzzeitig für den niederländischen Verein VV Baronie, ehe er im Sommer 2016 zum RKSV Halsteren wechselte.

### In der Nationalmannschaft
Amoah spielte für die Nationalmannschaft von Ghana und nahm mit dieser an fünf Turnieren teil. Neben drei Afrikameisterschaften stand er auch bei der WM 2006 im Kader der Nationalmannschaft und war auch vier Jahre später bei der WM 2010 im Kader Ghanas. Bei den Weltmeisterschaften blieb er jedoch ohne Torerfolg und scheiterte jeweils im Achtel- bzw. Viertelfinale.